# لالیکی
لالیکی (به لهستانی: Laliki) یک روستا در لهستان است که در گمینا میلووکا واقع شده‌است. لالیکی ۱٬۰۳۹ نفر جمعیت دارد.